# Bouesse
Bouesse é uma comuna francesa na região administrativa do Centro, no departamento Indre. Estende-se por uma área de 24,47 km². Em 2010 a comuna tinha 434 habitantes (densidade: 17,7 hab./km²).